# Turkestan thuộc Nga
Turkestan thuộc Nga (tiếng Nga: Русский Туркестан, đã Latinh hoá: Russkiy Turkestan) là một phần phía tây của Turkestan trong đế quốc Nga (quản lý như một Krai hay xứ tổng đốc), bao gồm các khu vực ốc đảo phía nam của vùng thảo nguyên Kazakhstan, nhưng không phải là sự bảo hộ của Tiểu vương quốc Bukhara và các hãn Khiva.

## Lịch sử
Mặc dù Nga đã bị đẩy về phía nam vào thảo nguyên từ Astrakhan và Orenburg kể từ cuộc chinh phạt Khiva thất bại của Pyotr Đại đế năm 1717, khi bắt đầu cuộc chinh phục thuộc địa Turkestan thường niên năm 1865. Năm đó các lực lượng Nga đã dưới sự lãnh đạo của tướng Mikhail Chernyayev mở rộng các lãnh thổ của Turkestan (một phần của Orenburg). Chernyayev đã vượt quá lệnh của ông (ông chỉ có 3.000 quân dưới sự chỉ huy của mình tại thời điểm đó) nhưng Sankt Peterburg đã công nhận sự sáp nhập trong mọi trường hợp. Điều này đã nhanh chóng theo sau cuộc chinh phục của Khodzhent, Dzhizak và Ura-Tyube, mà đỉnh cao là sự sáp nhập Samarkand và các khu vực xung quanh trên sông Zeravshan từ Tiểu vương quốc Bukhara năm 1868 hình thành Zeravsh Okrug đặc biệt của Turkestan.
Một ghi chép về cuộc chinh phục của Tashkent thuộc Nga đã được viết trong "Urus leshkerining Türkistanda tarikh 1262-1269 senelarda qilghan futuhlari" của Mullah Khalibay Mambetov.

## Mở rộng
Năm 1867, Turkestan đã được lập thành một xứ tổng đốc riêng biệt, dưới sự quản lý của vị tổng đốc đầu tiên, Konstantin Petrovich Von Kaufman. Thủ phủ của nó là Tashkent và ban đầu nó bao gồm ba oblasts (tỉnh): Syr Darya, Semirechye và Zeravshan Okrug (sau Samarkand). Đã bổ sung vùng Darya năm 1873 Amu (tiếng Nga: отдел, otdel), sáp nhập từ hãn quốc Khiva, và năm 1876 Fergana, hình thành từ phần nhỏ còn lại của hãn quốc Kokand đã bị giải thể sau khi một cuộc nổi dậy năm 1875. Năm 1894, vùng Transcaspia, vốn đã được chinh phục trong 1881-1885 bởi tướng Mikhail Skobelev và Mikhail Annenkov, đã được bổ sung cho xứ tổng đốc.